# Le Renouveau (La Reine des neiges)
For the First Time in Forever
Pour les articles homonymes, voir Le Renouveau.
Pistes de La Reine des neiges
Je voudrais un bonhomme de neige ou En Été L'Amour est un cadeau ou Nul n'est parfait
Pistes de Frozen
Do You Want to Build a Snowman? ou In Summer Love Is an Open Door ou Fixer Upper
Le Renouveau (For the First Time in Forever) est une chanson tirée du film d'animation La Reine des neiges. Les paroles ont été écrites par Kristen Anderson-Lopez et la musique composée par Robert Lopez. Il en existe deux versions interprétées à deux moments différents du film. C'est la princesse Anna qui chante le thème principal, et les voix des deux personnages se répondent dans la deuxième partie de chaque version.
La chanson est interprétée par les voix suivantes (liste sélective) :
- Version originale : Idina Menzel (Elsa, la Reine des neiges) et Kristen Bell (Anna)[1] ;
- Version française : Anaïs Delva et Emmylou Homs[1] ;
- Version québécoise : Anaïs Delva et Véronique Claveau.

## Résumé
La première version est chantée lors de l'ouverture des portes du château du royaume d'Arendelle pour le couronnement de la reine Elsa. Anna, restée seule pendant une grande partie de son enfance, est impatiente de rentrer en contact avec le monde extérieur et rêve de rencontrer le grand amour. Pendant ce temps, Elsa est angoissée à l'idée de révéler accidentellement ses pouvoirs devenus puissants et difficilement maîtrisables.
La chanson est interprétée une seconde fois avec des paroles différentes. Anna retrouve sa sœur qui s'est retirée à la Montagne du Nord et essaie de la faire revenir au royaume pour y faire revenir l'été. Mais celle-ci ne s'en sent pas capable et lui demande de la laisser seule. Alors qu'Elsa lutte et tente de contenir ses pouvoirs, elle gêle par accident le cœur de sa sœur Anna qui prend ensuite la fuite en compagnie de Kristoff, Olaf et Sven, devant un grand golem de neige que la Reine des Neiges a invoqué.

## Création
Après avoir écrit Let It Go, l'équipe d'écriture s'est tournée vers For the First Time in Forever et ont ajouté une mélodie de contrepoint pour Elsa lorsqu'elle se prépare avant le couronnement.
Une autre chanson nommée Life's Too Short (« La vie est trop courte ») était prévue à la place de la reprise, la prémisse étant que la vie est trop courte pour être passée avec des personnes qui ne vous comprennent pas et qui vous considère comme une sorcière ; cette même chanson devait être reprise à la fin du film avec la notion que la vie est trop courte pour être passée seule. Cependant, pendant l'écriture du film, la Reine des neiges, prédestinée à être la méchante de l'intrigue s'est métamorphosée en héros tragique. Cette chanson a été par la suite jugée trop rancunière et remplacée par une reprise de For the First Time in Forever. La chanson en question peut a été diffusée dans l'album Frozen Deluxe Edition,.

## Les clins d'œil de Disney
Durant la séquence de la chanson dans le film, on peut apercevoir les chocolats des Mondes de Ralph et un tableau destiné au film Raiponce ; on aperçoit d'ailleurs le personnage éponyme de ce film en compagnie de Flynn Rider (Eugène)  lorsqu'Anna sort du château.

## Classements
| Classement (2013–14)                          | Meilleure place atteinte |
| --------------------------------------------- | ------------------------ |
| Australie (ARIA)                              | 62                       |
| Canada (Canadian Hot 100)                     | 70                       |
| Corée du Sud (Gaon International Chart)       | 4                        |
| Corée du Sud (Gaon Chart)                     | 19                       |
| Écosse (Official Charts Company)              | 37                       |
| États-Unis Billboard Hot 100                  | 57                       |
| Irlande (IRMA)                                | 54                       |
| Japon (Billboard Japan Hot 100)               | 14                       |
| Royaume-Uni Singles (Official Charts Company) | 38                       |